# マルチクラス
マルチクラスとは、ロールプレイングゲームにおいて、1人のプレイヤーキャラクター（PC）が複数のキャラクタークラスを同時に兼ね備えることができるシステム、あるいはそのシステム下で、複数クラスを兼ね備えた状態やキャラクターである。
対義語はシングルクラスで、この場合は1人のキャラクターはいっときには1つのキャラクタークラスしか取得できない。
複数のキャラクタークラスを兼ねることは、たとえば戦士でありながら魔術師でもあるなど、非常に強力な状態であるため、一定の条件（特定の種族にしか許されない）や短所（レベルアップが遅い）を課すことでバランスを取ることも多い。クラスをあれもこれもといくつも「つまみ食い」することで、ゲームバランスを破綻させたり、キャラクターの性質や位置づけが不明確になることを防ぐための制限を課す場合も多い。
コンピュータRPGではクラスチェンジの方がより一般的なシステムとして馴染んでいるが、ファイナルファンタジーXIのサポートジョブのように、マルチクラス制を採用するゲームも存在する。テーブルトークRPGではキャラクターの表現幅を広げ個性化するものとして、広く採用されている。

## マルチクラス・システムの実際
AD&D『AD&D』ではマルチクラスは人間以外の種族（デミヒューマン）のキャラクターにのみ許可され、長命な種族のみが長い人生の中で2つないし3つのクラスを同時に修め得るという状態を表している。取得できるクラスの組み合わせは種族によって決められている数種類の中から選択し、経験点は各クラスに均等割されるなど、制限の大きいものとなっている。
ソード・ワールドRPGクラススキル制とも呼ばれるシステムを採用し、PCは冒険者技能を複数取得できる。種族によってルーンマスター（魔法使い）技能への制限はあるものの、基本的に技能の組み合わせは自由で、経験点を支払って好きな技能をレベルアップできる。最大技能レベルが冒険者レベルとなるため、色々な技能をつまみ食いすると、総合的なレベルが低くなってしまう。
D&D 3版及び3.5版『AD&D』よりも大幅にマルチクラス制限が緩和されており、人間でもマルチクラス・キャラクターになれる。また、「不均等なレベル」という状態で経験点にペナルティを受けるため、なるべく均等に各クラスをレベルアップすることが求められる（一部のクラスは他のクラスのレベルを上げること自体に制限がある）が、種族ごとの適正クラスはこの制限から除外できる。
アルシャード『トーキョーN◎VA』の系譜を継ぎ、キャラクター作成時に3つのクラスを取得する。異種族クラス（人間以外の種族であることを表すクラス）はこの時点で1種類しか取得できないが、それ以外の組み合わせの制限はない。つまみ食いへのペナルティはないため、ゲームマスターはクラスを最大何種類まで取得してよいかレギュレーションを定めることが求められる。他のスタンダードRPGシステムのゲームもおおむね同様である。
アリアンロッドRPGメインクラスとサポートクラスの2つのクラスを兼ね合わせる。メインクラスは基本的な4つのクラスから選び、上級職以外にはクラスチェンジできないが、サポートクラスはより多くの選択肢から選び、クラスチェンジ可能である。パーティの戦力バランスを確保させつつ、クラスチェンジ制とマルチクラス制を融合させたシステムになっている。『ナイトウィザード』の2nd Editionもこれに近い。